# Upplands runinskrifter Fv1974;203
Upplands runinskrifter Fv1974;203, Åbystenen, är fem vikingatida runstensfragment av granit i Åby, Björklinge socken och Uppsala kommun. Fyra av de fem fragmenten har passning. Ett av fragmenten saknar runor. Stenfragmenten har flyttats knappa 300 meter sydost från sin ursprungliga plats. Runhöjden på ristningen är 7-8 centimeter. Ristningen är djupt huggen och väl bevarad.

## Inskriften
Translitterering av runraden:
...mn ' nu ' aor ' gera · ayti ' s(u)ni sena ' suna ' ok ' hulʀ(g)... ...-i ʀikit -...
Normalisering till runsvenska:
... ok(?) aur gæra æftiʀ syni sina Suna ok Holmg[æiʀ mærk]i mykit ...
Översättning till nusvenska:
... och (?) göra ör efter sina söner Sune och Holmger (?), ett stort minnesmärke ...
Stenen är rest av två föräldrar till minne av sina söner Sune och Holmger. Förutom att resa stenen har det också låtit "göra ör" över Björklingeån. Att göra ör betyder att göra ett vadställe. I praktiken skiljde sig nog inte en ör mycket från den tidens broar. "Göra ör" är ett ovanligt uttryck som enbart omnämns på en annan runsten, U 996.